# シーラ・ジョーダン
シーラ・ジョーダン（Sheila Jordan、1928年11月18日 - 2025年8月11日）は、アメリカ出身の歌手、音楽家。アップライトベースを唯一の伴奏として使用し、ビバップとスキャット・ジャズの歌唱スタイルを開拓した。
スコット・ヤナウは、彼女を「あらゆるジャズ・シンガーの中で最も一貫して創造的な人物」と評し、チャーリー・パーカーは、彼女を「百万ドルの耳を持つ歌手」として紹介した。

## 略歴

### 生い立ち
1928年11月18日にミシガン州デトロイトで生まれる。母親はアルコール依存症で、虐待的な夫と結婚していた。母親がまだ17歳だったため、ペンシルベニア州に住む祖父母のもとで育ち、15歳（13歳や14歳説もあり）のときにデトロイトの母親のもとに戻った。彼女はデトロイトのジャズ・クラブで歌い、ピアノを弾いた。
1951年、彼女はニューヨークに移り、レニー・トリスターノやチャールズ・ミンガスらと和声などの音楽理論を学ぶ一方、彼女はチャーリー・パーカーを「師」と仰ぎ、パーカーの音楽を熱心に研究した。1952年、パーカーのバンドでピアノを演奏していたデューク・ジョーダンと結婚。1955年には娘のトレーシーが生まれた。
彼女とパーカーは、1955年にパーカーが亡くなるまで友人としての関係が続き、彼女はパーカーを「兄のよう」な存在として慕った。

### 1960年代
ニューヨークへ移ったあと、彼女は広告代理店でタイピストとして働く傍ら、グリニッジビレッジのクラブで、ピアニストのハービー・ニコルスとライブを行ったほか、ニューヨークのバーやクラブに出演。長年にわたり仕事を共にすることになる盟友スティーヴ・キューンとの関係も、1960年代初頭に始まった。
1962年、彼女はジョージ・ラッセルのアルバム『The Outer View』（リバーサイド・レコード）収録の楽曲「You Are My Sunshine」の録音に参加。同年、初のリーダー作『ポートレイト・オブ・シェイラ』をブルーノート・レコードから発表。彼女はまた、ドン・ヘックマン、リー・コニッツ、ラズウェル・ラッドらと共演した。
私生活では、夫デュークの薬物使用量が増加し、1962年に離婚。娘を育てるため、以後20年間フルタイムで働いた。音楽に専念できるようになるのは58歳を迎えてからのことだった。

### 1970年代以降

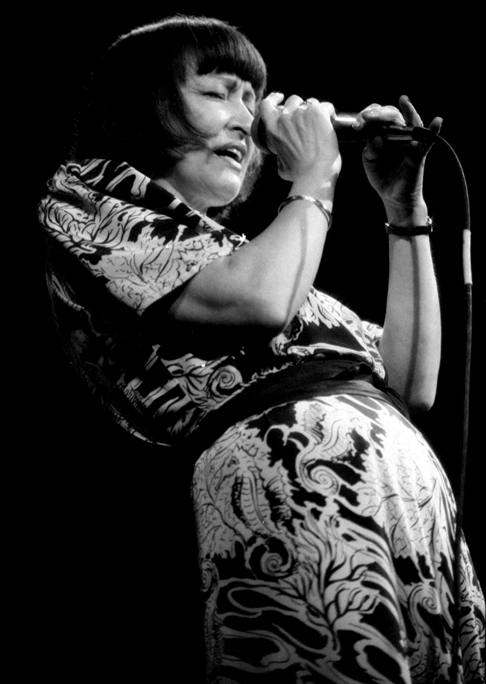
シーラ・ジョーダン（1985年）

1974年、彼女はニューヨーク市立大学シティカレッジでアーティスト・イン・レジデンスを務め、1978年から2005年までのあいだ教鞭をとった。2006年、マンハッタン・キャバレー・クラブ（MAC）の生涯功労賞を受賞し、音楽の非常勤教授として28年目を迎えた。彼女は、マサチューセッツ大学アマースト校やバーモントジャズセンター、InterplayJazz and Artsおよび国際的なワークショップで音楽を教えている。
1975年に、彼女はイースト・ウィンド・レーベルからアルバム『コンファメーション』を発表。翌年、彼女はベース奏者のアリルド・アンデルセンとアルバムを制作、スティープルチェイス・レーベルから発表された。1979年、彼女はスティーヴ・キューン、ハーヴィー・S、ボブ・モーゼスとともにカルテットを結成。1980年代には、ハーヴィー・Sとデュオを組み活動。いくつかのアルバムを発表した。1987年まで彼女は広告代理店で働き、1989年にアルバム『ロスト・アンド・ファウンド』を録音した。
2012年、彼女はNEAジャズ・マスターズを受賞。
2014年、歌手兼教育者のエレン・ジョンソンによって書かれた彼女の伝記『Jazz Child: A Portrait of Sheila Jordan』が出版された。
2025年8月11日、ニューヨークの自宅アパートで死去。96歳没。

## ディスコグラフィ

### リーダー・アルバム
- 『ポートレイト・オブ・シェイラ』 - Portrait of Sheila (1962年、Blue Note)
- 『コンファメーション』 - Confirmation (1975年、East Wind)
- Sheila (1977年、Grapevine)
- 『シーラ』 - Sheila (1978年、SteepleChase) ※with アリルド・アンデルセン
- Blown Bone (1979年、Philips)
- Playground (1980年、ECM)
- 『オールド・タイム・フィーリング』 - Old Time Feeling (1983年、Palo Alto) ※with ハーヴィー・シュワルツ
- 『ザ・クロッシング』 - The Crossing (1984年、BlackHawk)
- 『ボディ・アンド・ソウル』 - Body and Soul (1987年、CBS/Sony)
- 『ロスト・アンド・ファウンド』 - Lost and Found (1990年、Muse)
- 『ソングス・フロム・ウィズイン』 - Songs from Within (1993年、MA)
- One for Junior (1993年、Muse)
- Heart Strings (1994年、Muse)
- Jazz Child (1999年、HighNote)
- Sheila's Back in Town (1999年、Splasc(h))
- 『ザ・ベリー・ソート・オブ・トゥー』 - The Very Thought of Two (2000年、MA) ※with ハーヴィー・シュワルツ
- Little Song (2003年、HighNote)
- Celebration (2005年、HighNote)
- Straight Ahead (2005年、Splasc(h))
- 『ウィンター・サンシャイン』 - Winter Sunshine (2008年、Justin Time)

### 参加アルバム
カーラ・ブレイ
- 『エスカレーター・オーヴァー・ザ・ヒル』 - Escalator over the Hill (1971年、JCOA)

キャメロン・ブラウン
- Here and How! (1997年、OmniTone)

ジェーン・バネット
- The Water Is Wide (1993年)

ジョルジュ・グルンツ
- 『シアター』 - Theatre (1983年、ECM)

ボブ・モーゼス
- When Elephants Dream of Music (1982年、Rykodisc)

ラズウェル・ラッド
- Flexible Flyer (1974年、Arista/Freedom)

スティーヴ・スワロウ
- 『ホーム』 - Home (1980年、ECM)